# Lag ba-Omer
Lag ba-Omer (hebr. ל"ג בעומר, czyli „trzydziesty trzeci”), Dzień Liczenia Omeru (jid. Łag Bojmer, Łegbojmer), nazywany też Świętem Uczonych – święto żydowskie obchodzone 18. dnia miesiąca ijar, znane już w okresie epoki gaonów. Ma charakter półświęta. Tradycja wiąże nazwę z wydarzeniem w starożytności – podczas zarazy trwającej za czasów rabina Akiby ben Josefa miały umrzeć 24 tysiące jego uczniów (stąd wywodzona jest druga nazwa święta – Święto Uczonych), a epidemia miała ustąpić tylko na jeden dzień. Był to 33 dzień „liczenia omeru” (sfirat ha-omer), czyli tradycyjnego, publicznego odliczania kolejnych 49 dni od drugiego dnia święta Pesach (16 nisan) do Szawuot (Święta Tygodni, zwanego też Świętem Żniw), kiedy składana była ofiara z pszenicy. Dlatego ten dzień jest także traktowany jako symbol radości, przerwania smutku i jest jedynym dniem w tym okresie, w którym wolno zawierać związki małżeńskie, obcinać włosy czy uczestniczyć w różnych formach rozrywki. Inne tradycyjne wyjaśnienie genezy święta wiąże jego powstanie z dniem, w którym Bóg po raz pierwszy zesłał Izraelitom mannę na pustyni. W Dniu Liczenia Omeru obchodzona jest także rocznica śmierci rabina Szymona bar Jochaj, któremu przypisuje się autorstwo dzieła Zohar.
W 1929 roku odbyła się premiera polskiego filmu dokumentalnego „Lag ba-Omer szel Ha-Szomer ha-Cair be-Warsza”
(hebr. Organizacja Ha-Szomer ha-Cair obchodzi święto Lag ba-Omer w Warszawie) w reżyserii Saula Goskinda.